# Euderus herillus
Euderus herillus är en stekelart som först beskrevs av Walker 1847.  Euderus herillus ingår i släktet Euderus och familjen finglanssteklar. Inga underarter finns listade i Catalogue of Life.